# Amblimont
Amblimont är en kommun i departementet Ardennes i regionen Grand Est (tidigare regionen Champagne-Ardenne) i nordöstra Frankrike. Kommunen ligger  i kantonen Mouzon som ligger i arrondissementet Sedan. År 2018 hade Amblimont 216 invånare.

## Befolkningsutveckling
Antalet invånare i kommunen Amblimont
Referens: INSEE